# ريغي بينيت
ريغي بينيت (بالإنجليزية: Reggie Bennett)‏ هي مصارعة محترفة أمريكية، ولدت في 24 يناير 1961 في سان دييغو في الولايات المتحدة.

## وصلات خارجية
- ريغي بينيت على موقع شيردوغ (الإنجليزية)
- ريغي بينيت على موقع CageMatch worker (الإنجليزية)
- ريغي بينيت على موقع قاعدة بيانات المصارعة على الإنترنت (الإنجليزية)
- ريغي بينيت على موقع IMDb (الإنجليزية)
- ريغي بينيت على موقع قاعدة بيانات الفيلم (الإنجليزية)